# 牧野武朗
牧野 武朗（まきの たけろう、1923年3月27日 - 2012年5月）は、日本の編集者・出版社経営者。

## 来歴
講談社で『少女クラブ』編集部、『なかよし』初代編集長、『週刊少年マガジン』の初代編集長、『週刊現代』の第4代編集長を歴任。1974年に退社した後は、マイヘルス社、マキノ出版、わかさ出版を創立した。
講談社時代は漫画部門のトップとして業界で権力を誇った。1959年に『週刊少年マガジン』を創刊した際、トキワ荘を訪れ、藤子不二雄に執筆を依頼したが『週刊少年サンデー』の依頼の方が早かったため断られた。その後、内田勝が『週刊ぼくらマガジン』創刊で藤子・F・不二雄に『モジャ公』を依頼するまでの10年間、講談社での藤子の執筆は『たのしい一年生』連載の『てぶくろてっちゃん』だけで、『週刊少年マガジン』グループは執筆依頼しなかった。
一方で1962年、売れない少年小説家だった梶原一騎に漫画原作者として『チャンピオン太』を依頼し、『巨人の星』『あしたのジョー』の大ヒットに繋げている。牧野が梶原の自宅を訪れ、執筆依頼する場面は、梶原の遺作となった『男の星座』の最終回に描かれた。

## 略歴
- 1923年：静岡県に出生。
- 1940年代：静岡師範学校卒業後、2年間小学校教師勤務。
- 1940年代後半：東京高師文理大哲学科入学。1950年卒業。
- 1951年：講談社入社。『少女クラブ』編集部に配属。国語辞典を付録にした号で注目を浴びる。
- 1954年：『なかよし』創刊。初代編集長。
- 1959年 - 1964年：『週刊少年マガジン』編集長として創刊に携わる。少年向け週刊漫画誌のジャンルを確立。
- 1962年：『少女フレンド』創刊。編集長を兼任。
- 1964年10月 - ?：『週刊現代』4代目編集長。サラリーマン向け週刊誌のジャンルを確立。
- 1969年1月31日：講談社取締役就任。
- 1974年6月1日：講談社を退社（顧問委嘱）。講談社との共同出資によりマイヘルス社を創立。健康雑誌の月刊誌『壮快』創刊。
- 1977年：マキノ出版を創立。
- 1978年：特選街出版を創立。
- 1979年：こだわりを持った商品を紹介する情報誌、月刊誌『特選街』創刊。
- 1983年：健康雑誌の月刊誌『安心』創刊。
- 1989年：わかさ出版を創立。
- 1990年：健康雑誌の月刊誌『わかさ』創刊。

## 関連事項
- ザ・ライバル「少年サンデー・少年マガジン物語」（NHK 2009年） - 両誌創刊時のドラマとドキュメントを交えた番組。ドラマ部では今井雅之が牧野を演じた。